# Brown Turkey

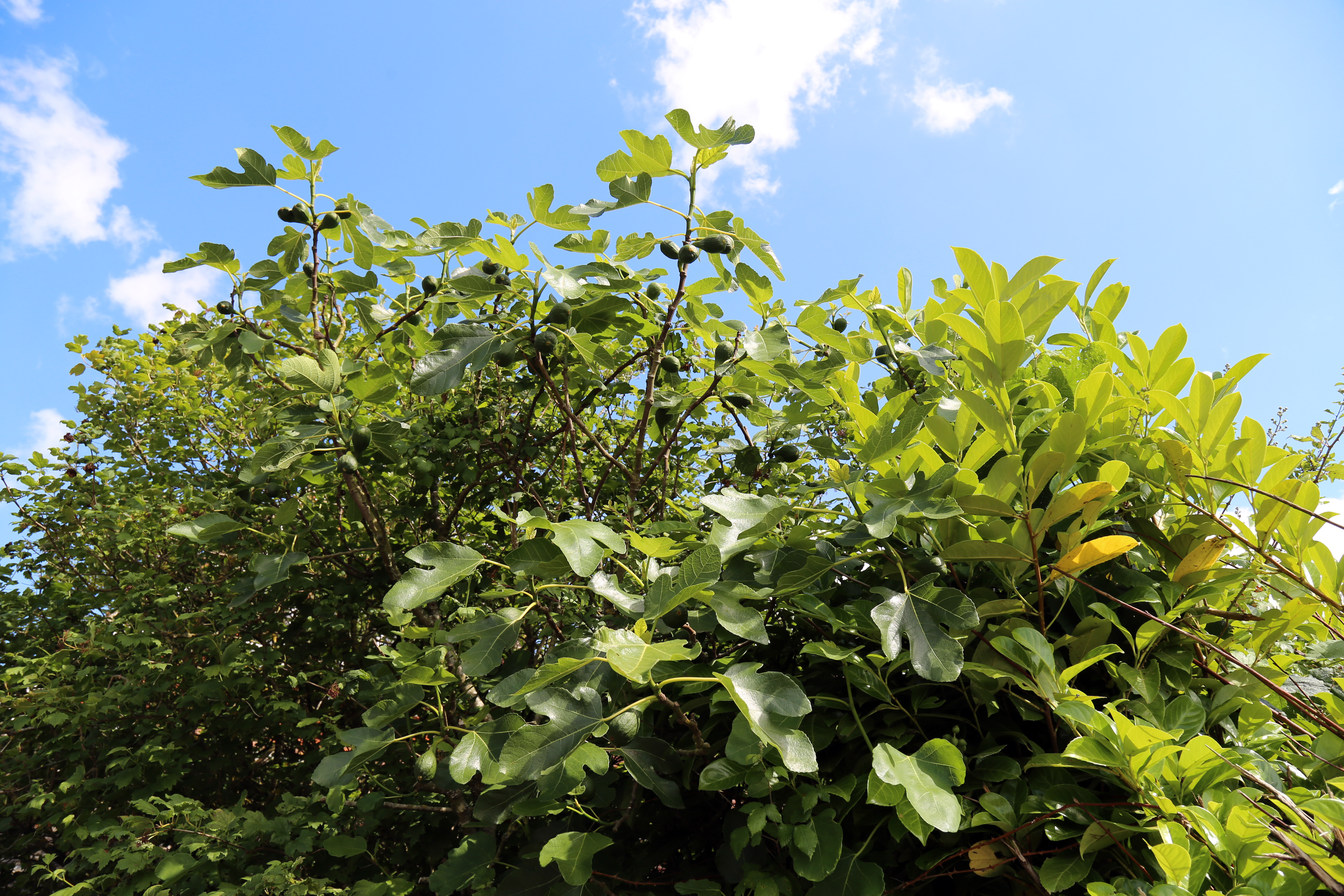
Brown-Turkey-Baum in Shipley, West Sussex, nahe der englischen Südküste.

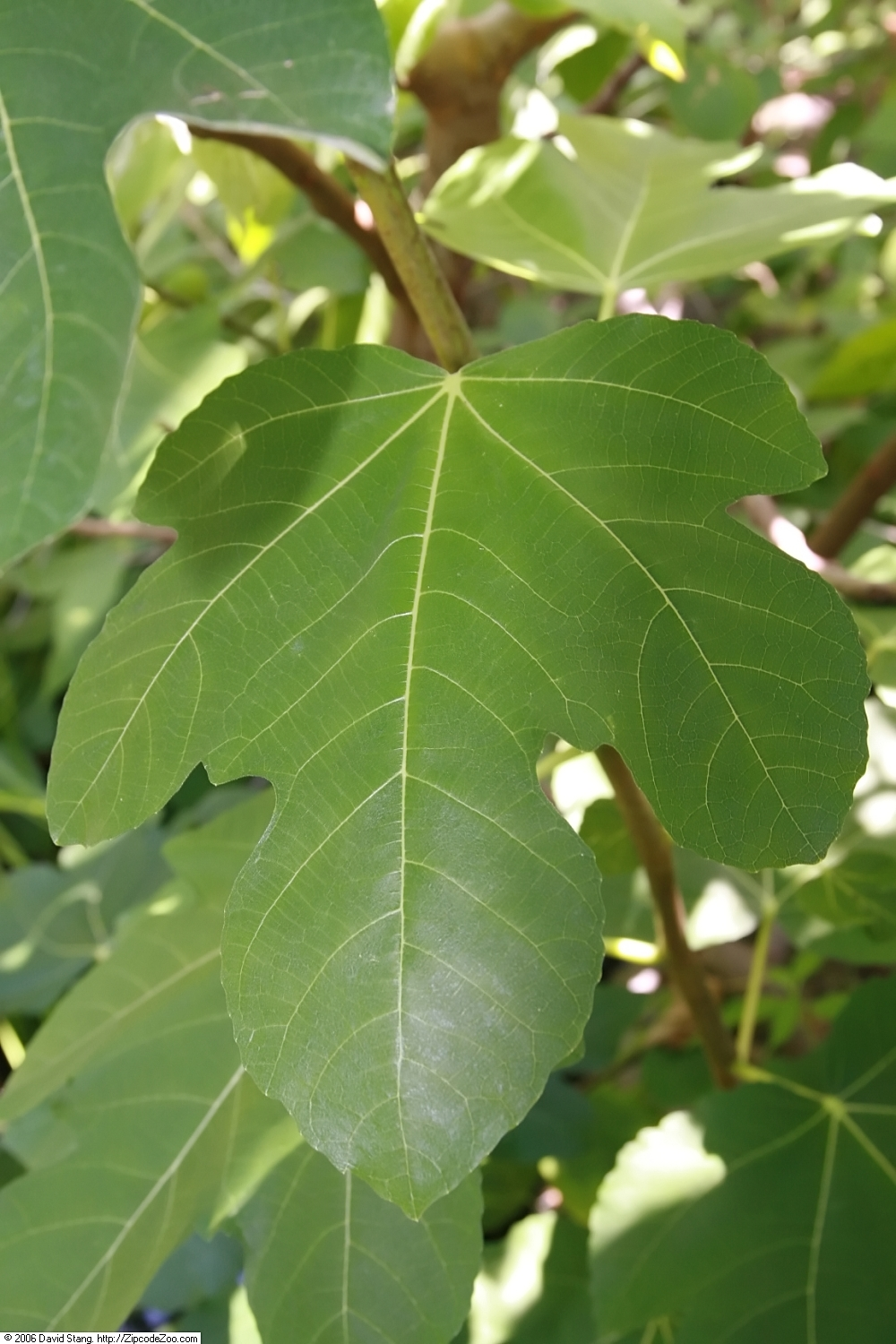
Typisches Blatt von Brown Turkey.

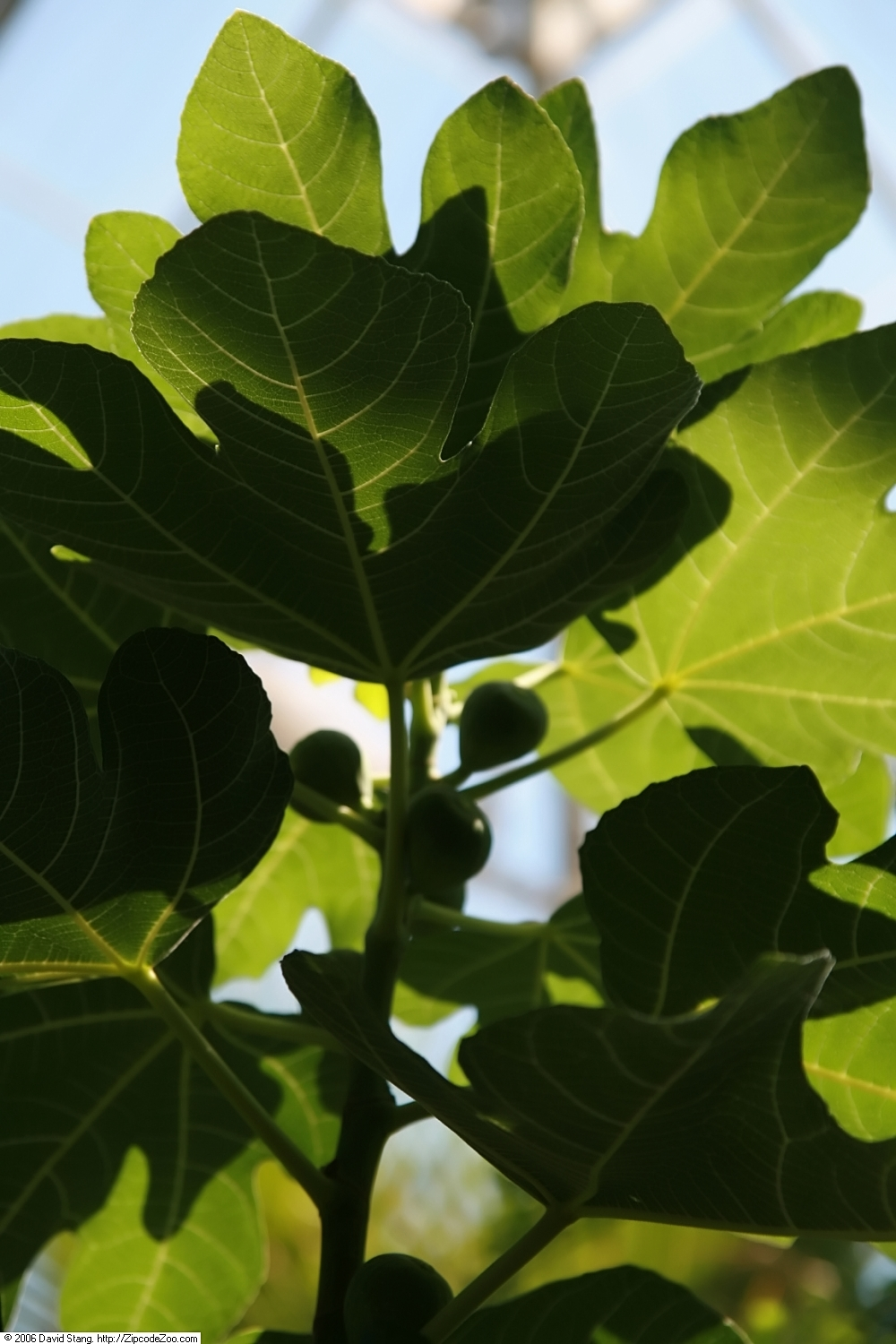
Laub und unreife Früchte von Brown Turkey.

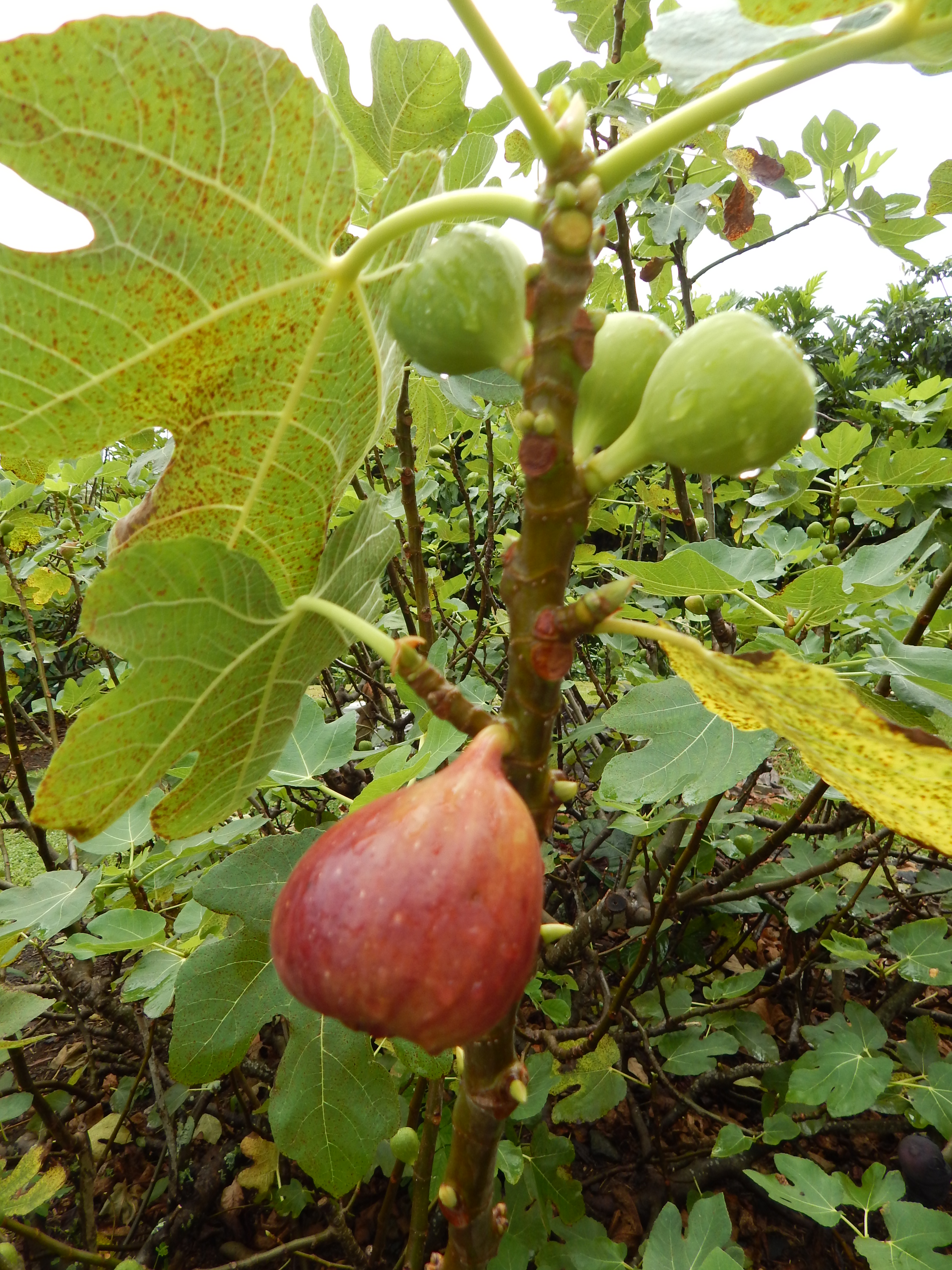
Reife Frucht von Brown Turkey an einem Baum in Hawaii.

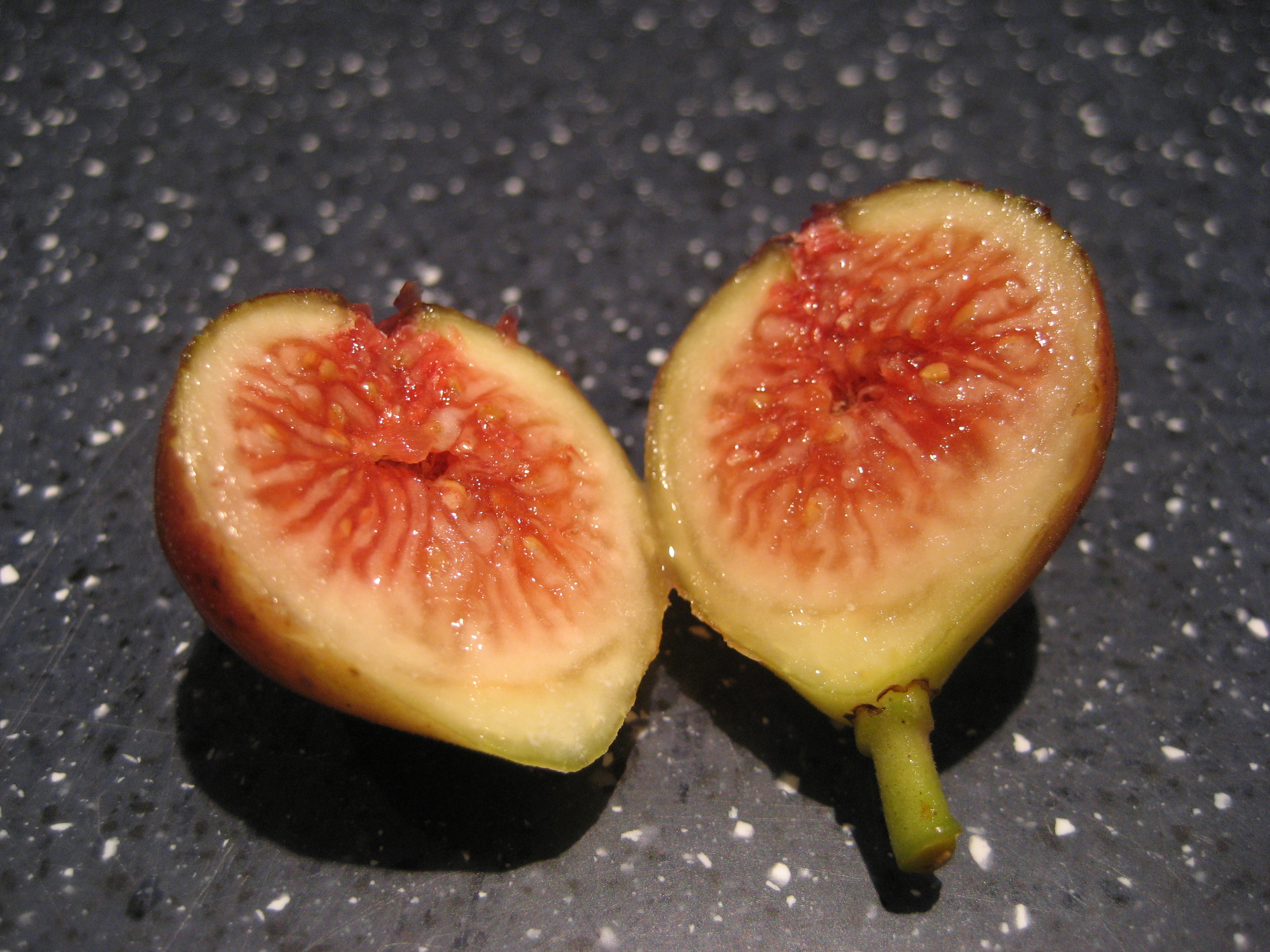
Frucht von Brown Turkey aufgeschnitten.

Brown Turkey, in Deutschland oft auch (Blaue) Pfälzer Fruchtfeige oder Bornholm genannt, ist eine weltweit verbreitete Feigensorte der Art Ficus carica, die für ihren reichen Ertrag und ihre große Winterhärte bekannt ist. Sie ist eine sehr häufig angebaute Sorte, vor allem in kühleren Regionen, sie wird jedoch geschmacklich von etlichen anderen Sorten überragt. Sie ist eine zweimaltragende Hausfeige.
Große, ausgewachsene Bäume der Sorte Brown Turkey können in Deutschland in guten Jahren bis zu 100 kg Feigen tragen. Von den geschätzten 80.000 Feigenbäumen in der Pfalz sollen 80 Prozent Bäume dieser Sorte sein.

## Synonyme
Aufgrund der weiten Verbreitung haben sich regionale Typen herausgebildet, dazu eine Vielzahl von Synonymen: „Blaue Pfälzer Fruchtfeige“, „Bornholm“, „Albatera“, „Ashridge Forcing“, „Black Douro“, „Brown Naples“, „Brown Italian“, „Common Blue“, „Early Howick“, „Eastern Brown Turkey“, „English Brown Turkey“, „Everbearing“, „Harrison“, „La Perpétuelle“, „Laradek“ (La Radek), „Large Blue“, „Lee’s Perpetual“, „Negro Largo“, „Noire de Languedoc“, „Perpetual“, „Ramsey“, „San Piero“, „Szilva“, „Texas Everbearing“ und „Walton“.
Der Typ „Californian Brown Turkey“ ist wesentlich weniger winterhart als der Standardtyp.

## Baum
Brown Turkey hat einen schnellen, ausladenden Wuchs und erreicht in Mitteleuropa meist eine Höhe von 4–6 m und eine Breite von über 2–4 m. Das Blatt ist drei- bis fünflappig, wobei Blätter mit drei gut ausgebildeten Lappen und zwei relativ kleinen am Stiel typisch für die Sorte sind. Die Blätter sind in der Größe stark variierend. Typisch für Brown Turkey sind auch die vielen Blühfeigen an einem längeren Trieb, oft fünf bis acht. Die meisten anderen Feigensorten tragen nur ein oder zwei, seltener drei Blühfeigen an einem Trieb.

## Frucht
Die Blühfeigen der Sorte Brown Turkey sind goldbraun, reifen im Juni und Juli und wiegen meist zwischen 50 und 100 Gramm. Die Herbstfeigen sind wesentlich kleiner, jedoch zahlreicher und reifen von September bis in den November hinein. In Mitteleuropa wird nicht selten ein nicht ganz unbeträchtlicher Teil der Früchte nicht mehr reif, vor allem bei starkem Fruchtbehang. Die Herbstfeigen sind rundlicher als die Blühfeigen und bei Vollreife violett. Sie wiegen 30 bis 40 Gramm. Die Frucht ist laut Piere Baud von mittlerer Geschmacksqualität ("qualité gustative moyenne").

## Winterhärte
Brown Turkey gilt als eine der winterhärtesten Feigensorten überhaupt.